# 제52회 영국 아카데미 영화상
제52회 영국 아카데미 영화상은 1998년의 최고의 영화를 기리기 위해 1999년 4월 11일에 열린 시상식이다. 런던, Business Design Centre에서 개최되었으며 사회자는 로리 브램너이다.

## 수상

### 작품상
- 셰익스피어 인 러브 - 데이비드 파핏 수상

### 알렉산더 코다 상
- 엘리자베스 - 앨리슨 오웬 수상

### 데이빗 린 상
- 트루먼 쇼 - 피터 위어 수상

### 칼 포먼 상
- 리처드 퀴에트니오우스키 수상

### 남우주연상
- 인생은 아름다워 - 로베르토 베니니 수상

### 여우주연상
- 엘리자베스 - 케이트 블란쳇 수상

### 남우조연상
- 셰익스피어 인 러브 - 제프리 러쉬 수상

### 여우조연상
- 셰익스피어 인 러브 - 주디 덴치 수상

### 각본상
- 트루먼 쇼 - 앤드류 니콜 수상

### 각색상
- 프라이머리 컬러스 - 일레인 메이 수상

### 편집상
- 셰익스피어 인 러브 - 데이빗 갬블 수상

### 촬영상
- 엘리자베스 - 레미 아데파라신 수상

### 음향상
- 라이언 일병 구하기 - 게리 라이스트롬 수상

### 의상상
- 벨벳 골드마인 - 샌디 포웰 수상

### 분장상
- 엘리자베스 - Jenny Shircore 수상

### 특수시각효과상
- 라이언 일병 구하기 - 스티펜 펭메이어 수상

### 프로덕션디자인상
- 트루먼 쇼 - 데니스 가스너 수상

### 외국어영화상
- 중앙역 - 아서 콘 수상

### 단편애니메이션작품상
- Aida Zyablikova 수상

### 단편영화작품상
- Hannah Lewis 수상

### 안소니 아스퀴스상
- 엘리자베스 - 데이비드 허슈펠더 수상

## 같이 보기
- 제71회 아카데미상
- 제24회 세자르상
- 제51회 미국 감독 조합상
- 제12회 유럽 영화상
- 제56회 골든 글로브상
- 제19회 골든 래즈베리상
- 제5회 미국 배우 조합상
- 제51회 미국 작가 조합상